# Ranitomeya uakarii
Espèce
Synonymes
- Dendrobates uakarii Brown, Schulte & Summers, 2006

Statut de conservation UICN

 LC  : Préoccupation mineure
Statut CITES
Ranitomeya uakarii est une espèce d'amphibiens de la famille des Dendrobatidae.

## Répartition
Cette espèce se rencontre de 100 à 220 m d'altitude :
- au Pérou dans les régions de Loreto, de Huánuco, de Madre de Dios et d'Ucayali, ;
- en Colombie dans les départements d'Amazonas et de Caquetá ;
- au Brésil dans les États d'Amazonas et d'Acre ;
- au Guyana.

Sa présence est incertaine en Bolivie.

## Description
Ranitomeya amazonica mesure jusqu'à 17,5 mm.

## Étymologie
Cette espèce est nommée en référence au Ouakari chauve, avec lequel cette espèce partage la distribution et la pigmentation cutanée rouge vif.

## Publication originale
- Brown, Schulte & Summers, 2006 : A new species of Dendrobates (Anura: Dendrobatidae) from the Amazonian lowlands in Peru.  Zootaxa, no 1152, p. 45-58 (texte intégral).